# Gare de Port-Vendres-Ville
Gare de Port-Vendres-Ville vasútállomás Franciaországban, Port-Vendres településen.

## Vasútvonalak
Az állomást az alábbi vasútvonalak érintik:
- Narbonne–Portbou-vasútvonal

## Kapcsolódó állomások
A vasútállomáshoz az alábbi állomások vannak a legközelebb:
- Gare de Collioure
- Gare de Banyuls-sur-Mer